# Зальницкая
Зальницкая (Зальницкое) — опустевшая деревня в Починковском районе Смоленской области России, на территории современного Краснознаменского сельского поселения.

## География
Находилась в центральной части региона, в 4 верстах южнее современной деревни Козловка.
Абсолютная высота — 187 метров над уровнем моря.

## История
В 1978 году ещё существовала и входила в Краснознаменский сельсовет Починковского района.
Также она ещё существовала и в 1993 году.

## Инфраструктура
Было развито личное подсобное хозяйство.

## Транспорт
Просёлочные дороги.